# Sabatieria ornata
Sabatieria ornata is een rondwormensoort uit de familie van de Comesomatidae. De wetenschappelijke naam van de soort is voor het eerst geldig gepubliceerd in 1918 door Ditlevsen.